# 한밤의 아이들 (영화)
《한밤의 아이들》(영어: Midnight's Children)은 2012년 공개된 영화로, 살만 루슈디의 동명 소설을 원작으로 한다.

## 출연

### 주연
- 사탸 바바
- 샤하나 고스와미
- 라자 카푸르

### 조연
- 샤바나 아즈미
- 로닛 로이
- 시따하트
- 심마 비스워스
- 라훌 보세
- 쉬리야 사란
- 쉬카 탈사니아

## 기타
- 원작자: 샐만 러쉬디
- 공동프로듀서: 엘리자베스 칼슨
- 공동프로듀서: 스티븐 울리
- 라인프로듀서: 스티븐 트레이너
- 라인프로듀서: 로버트 워데이머
- 미술: 에롤 켈리
- 미술: 딜립 메타
- 의상: 돌리 아흘루왈리아